# Wojciech Orliński
Wojciech Orliński (ur. 24 stycznia 1969 w Warszawie) – polski dziennikarz, publicysta i pisarz, działacz związkowy, autor książek podróżniczych, fantastycznych i publicystycznych, chemik. W latach 1997–2021 pracował w „Gazecie Wyborczej”, gdzie pisał głównie na tematy związane z kulturą masową i internetem.

## Życiorys
Absolwent XXII Liceum Ogólnokształcącego im. José Marti w Warszawie. W 1994 ukończył studia chemiczne na Uniwersytecie Warszawskim. Pracował w „Sztandarze Młodych”, Biuletynie Polskiej Akademii Nauk i „Wiadomościach Kulturalnych”, jeden z założycieli i redaktorów naczelnych pisma „Lewą Nogą” (1993–2005). W latach 90. był działaczem Polskiej Partii Socjalistycznej. Publikował również w „Krytyce Politycznej”. W 2005 stypendysta wiedeńskiego Instytutu Nauk o Człowieku. Od sierpnia 2006 prowadzi blog „Ekskursje w dyskursie”.
Był wykładowcą Szkoły Wyższej Psychologii Społecznej, a następnie od 2014 Katedry Dziennikarstwa i Nowych Mediów Collegium Civitas.
W latach 2011–2021 był przewodniczącym związku zawodowego w Agora S.A., działającego w ramach NSZZ „Solidarność”.
W październiku 2020 Agora zwróciła się do związku zawodowego z wnioskiem o wyrażenie zgody na zwolnienie Wojciecha Orlińskiego. Powodem wymienionym przez spółkę było „straszenie pracowników zwolnieniami grupowymi”. Przeciwko zwolnieniu zaprotestował związek zawodowy „Solidarność”, publikując list do zarządu Agory, pod którym podpisała się niemal setka dziennikarzy, artystów, polityków i działaczy społecznych, m.in. Łukasz Lipiński, Agnieszka Holland, Franciszek Sterczewski czy Mariusz Szczygieł. W końcu również szefowie redakcji (poza redaktorem naczelnym Adamem Michnikiem) napisali list do pracowników, w którym wyrażają zrozumienie dla decyzji zwolnienia Wojciecha Orlińskiego, ale proszą zarząd od odstąpienia od tej decyzji. Pod naciskiem opinii publicznej, związków zawodowych, a także dziennikarzy i pracowników, zarząd Agory odstąpił od planu zwolnienia Wojciecha Orlińskiego. On sam skomentował sprawę na swoim blogu: „Ponieważ porozumieliśmy się z zarządem jak Polak z Polakiem, nie będę już do niczego wracać. Wielkodusznie puszczę wszystko w niepamięć”.
W grudniu 2020 felietony Wojciecha Orlińskiego powróciły do reporterskiego dodatku „Gazety Wyborczej” – „Dużego Formatu”. W 2020 podjął pracę jako nauczyciel chemii. W lutym 2021 odszedł z redakcji „Gazety Wyborczej”, jednak nadal publikował w niej swoje teksty. W kwietniu 2024 poinformował o zakończeniu współpracy, rezygnacji z dziennikarstwa i skoncentrowaniu się na pracy pedagogicznej.
Określa siebie jako ateistę. 30 czerwca 2024 roku na łamach tygodnika „Polityka” zdeklarował się jako zwolennik przekształcenia Unii Europejskiej w państwo federacyjne.

## Twórczość
Znawca twórczości Stanisława Lema. Jest autorem książki Co to są sepulki? Wszystko o Lemie (2007), czyli encyklopedycznego przewodnika po twórczości Lema, a także biografii Lema zatytułowanej Lem. Życie nie z tej ziemi (2017), książki Lem w PRL-u (2021) i scenariusza do poświęconego Lemowi filmu dokumentalnego Borysa Lankosza Autor Solaris. Nagrodzony Śląkfą (nagrodą Śląskiego Klubu Fantastyki) w kategorii Wydawca Roku za rok 2008, za wydanie z jego inicjatywy kolekcji dzieł Stanisława Lema przez wydawnictwo Agora.
Jako autor beletrystyki napisał powieść fantastyczną Polska nie istnieje (2015) oraz opowiadania science fiction publikowane w „Nowej Fantastyce” i antologiach. Jest również autorem książek podróżniczych śladami popkultury: Ameryka nie istnieje (2010), czyli relacji z podróży po Stanach Zjednoczonych śladami popkultury i jej kontynuacji Route 66 nie istnieje (2012) oraz Sztokholm Stiega Larssona (2013), czyli przewodnika po Sztokholmie śladami bohaterów trylogii Millennium Stiega Larssona i samego pisarza. Jest również współautorem przewodników Wiedeń (2013), Chorwacja, Dalmacja (2013), Sztokholm (2013) oraz Wiedeń i dolina Dunaju (2018) wydanych w wydawnictwie Pascal.
Jest też autorem książki Internet. Czas się bać (2013), poruszył w niej temat monopoli internetowych, inwigilacji i funkcjonowania wielkich korporacji w sieci. Opublikował również książkę Człowiek, który wynalazł internet. Biografia Paula Barana (2019) omawiającą założenia i idee stojące za początkiem sieci komputerowej. W 2020 została ona nominowana do Górnośląskiej Nagrody Literackiej „Juliusz” 2020. 
W 2022 opublikował książkę Kopernik. Rewolucje, za którą otrzymał Górnośląską Nagrodę Literacką „Juliusz” dla najlepszej polskiej biografii. 

## Publikacje

### Książki
- Co to są sepulki? Wszystko o Lemie (Znak, 2007), poszerzone wznowienie w formie elektronicznej jako Lemologia: Co to są sepulki? (iSource, 2010)
- Ameryka nie istnieje (Wyd. Pascal, 2010)
- Route 66 nie istnieje (Wyd. Pascal, 2012)
- Sztokholm Stiega Larssona (Wyd. Pascal, 2013)
- Wiedeń (współautor, Wyd. Pascal 2013)
- Chorwacja, Dalmacja (współautor, Wyd. Pascal 2013)
- Sztokholm (współautor, Wyd. Pascal 2013)
- Wiedeń i dolina Dunaju (współautor, Wyd. Pascal 2018)
- Jeśli nie jesteś płacącym klientem, jesteś towarem (ebook, wyd. BookRage, 2013)
- Internet. Czas się bać (Wyd. Agora 2013)
- Polska nie istnieje (Wyd. NCK 2015)
- 10 lat emocji. Kino polskie 2005–2015 (Wyd. Agora, 2015)
- Lem. Życie nie z tej ziemi (Wyd. Czarne, 2017)
- Człowiek, który wynalazł internet. Biografia Paula Barana (Wyd. Agora, 2019)
- Lem w PRL-u (Wydawnictwo Literackie, 2021)
- Kopernik. Rewolucje (Wyd. Agora, 2022)
- BUM! Wszystko, co musisz wiedzieć o chemii, żeby przeżyć kolejny dzień (Wyd. Znak Literanova, 2024)

### Opowiadania
- Retro („Nowa Fantastyka” 11/1991)
- Śnieżka („Nowa Fantastyka” 1/1999)
- Wszystkie szajby świata („Nowa Fantastyka” 4/2007)
- Diabeł warszawski (antologia Księga strachu, wyd. Runa 2007)
- Socpunk („Nowa Fantastyka” 2/2008)
- Stanlemian (antologia Głos Lema, wyd. Powergraph 2011, antologia Lemistry, wyd. Comma Press 2011)
- Conrad Street (antologia Conradology, wyd. Comma Press 2017)

### Tłumaczenia
- Isaiah Berlin – Karol Marks. Jego życie i środowisko (wyd. Książka i Wiedza 1999)

### Inne
- Mark Barber – Legendy miejskie (wyd. RM 2007) – przedmowa do polskiego wydania i rozdział o legendach polskich
- Ian Fleming – Casino Royale (wyd. Znak 2007) – posłowie do wydania polskiego